# Fernando Cortés

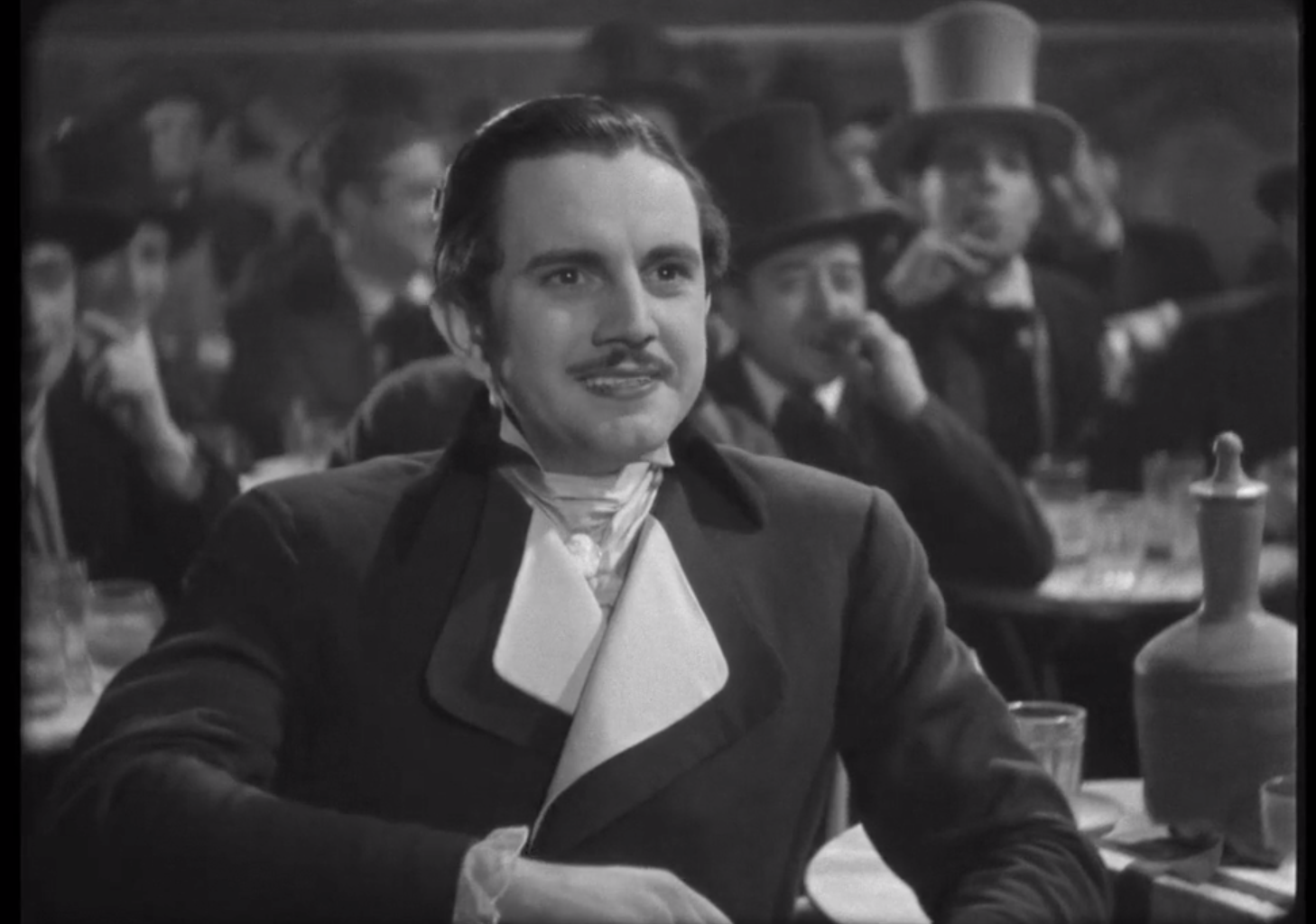
Fernando Cortés (1934)

Fernando J. Cortés Rodríguez (* 4. Oktober 1909 in San Juan; † 1979 in Mexiko-Stadt) war ein puerto-ricanischer Schauspieler, Drehbuchautor und Regisseur.
Cortés debütierte als Schauspieler in dem Stummfilm Flor de España, der 1921 von Helena Cortesina und José María Granada in Spanien gedreht wurde. 1932 heiratete er die puerto-ricanische Schauspielerin María del Pilar, die unter dem Namen Mapy Cortés bekannt wurde. Sie traten gemeinsam in Zarzuelas auf und arbeiteten für das Kino in Spanien, bis sie 1940 nach Mexiko gingen. Hier drehten sie Filme wie La liga de las canciones (1941), El conde de Monte Cristo, Las cinco noches de Adán (1942), Cinco fueron escogidos, Internado para senoritas (1943, mit Katy Jurado), La corte de faraón (1944), La picara Susana (1945), Un beso de la noche (mit Julián Soler) und Recién casados...no molestar (1951).
In den 1950er Jahren widmeten sich Cortés und seine Frau besonders dem Fernsehen in Puerto Rico. Sie drehten 1954 die erste puerto-ricanische Sitcom Mami y Papi mit María Judith Franco und Paquito Cordero. Daneben führte Cortés Regie in weiteren mexikanischen Filmen wie Dormitorio para señoritas (1960, mit Mapi Cortés, deren Nichte Mapita Cortés und Manolo Fábregas), Rateros último modelo und Las tres Calaveras.
In den nächsten Jahren drehte Cortés in Puerto Rico mehrere puerto-ricanisch-mexikanische Koproduktionen, darunter Los Expatriados mit Luis Aguilar, Braulio Castillo, Arturo Correa und Gladys Rodríguez (1964), Los Tres Pecados mit Miguel Ángel Álvarez, Tito Lara und Lucha Villa (1966) und Luna de miel en Puerto Rico mit Miguel Ángel Álvarez, Héctor Cabrera, Paquito Cordero, Elín Ortiz und Gilda Mirós (1969). Seine letzten Auftritte als Schauspieler hatte er in Pobre, pero honeada! (1973) und Pasajeros en tránsito (1978).
Als Regisseur wirkte Cortés sieben Jahre an der mexikanischen Fernsehserie La criada bien criada mit.  Er führte zudem Regie in Filmen wie Las Golfas und Los Beverley Hills del Pralvillo (beide 1971), La Criada Maravilla und El Hijo del Angela María (1974) und Futbolista Fenómeno (1979). Daneben verfasste Cortés fast fünfzig Drehbücher, darunter auch mehrere mit Hauptrollen für seine Frau.